# Muur van Trump

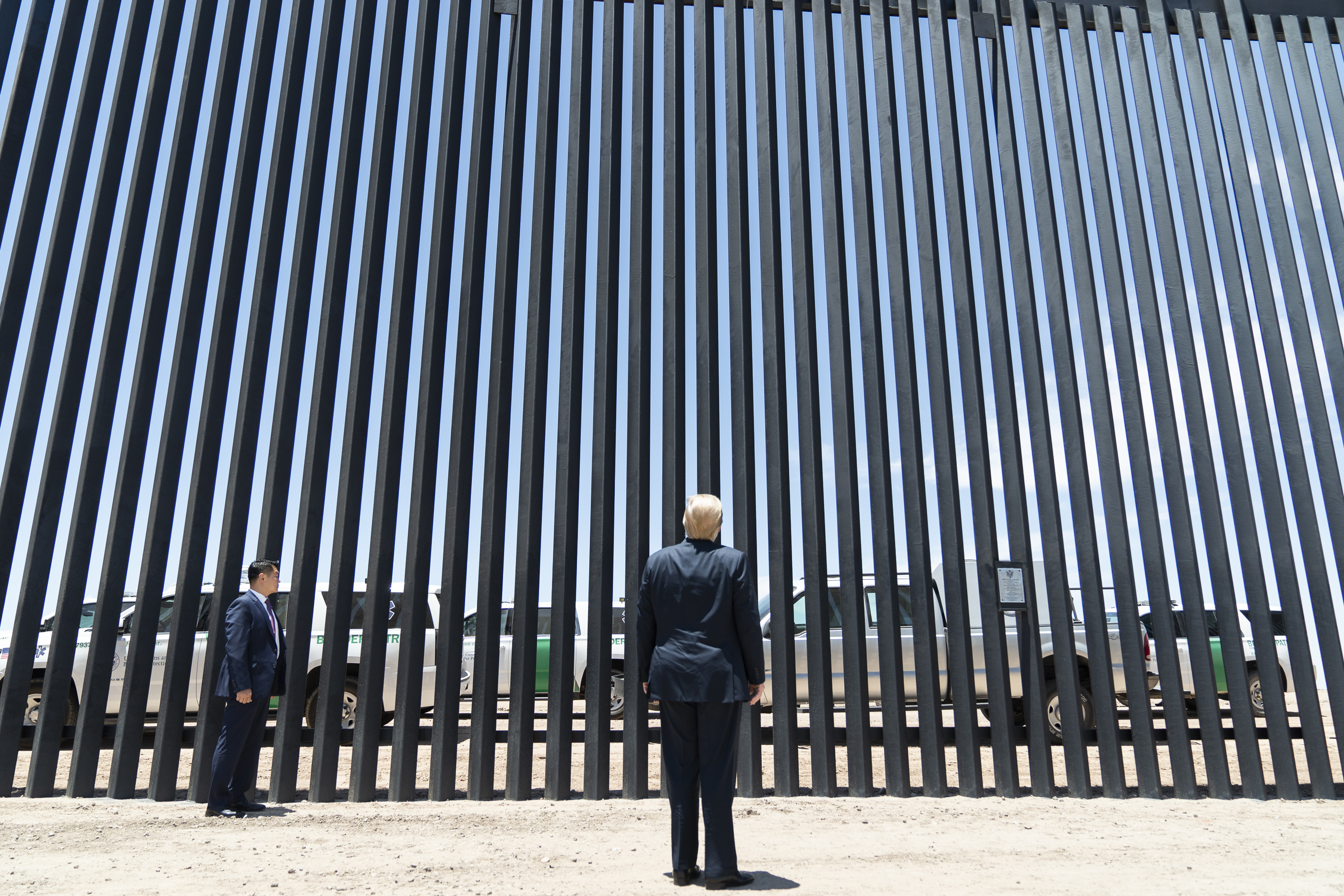
President Donald Trump voor een stuk van de grensmuur nabij Yuma, Arizona, 23 juni 2020.

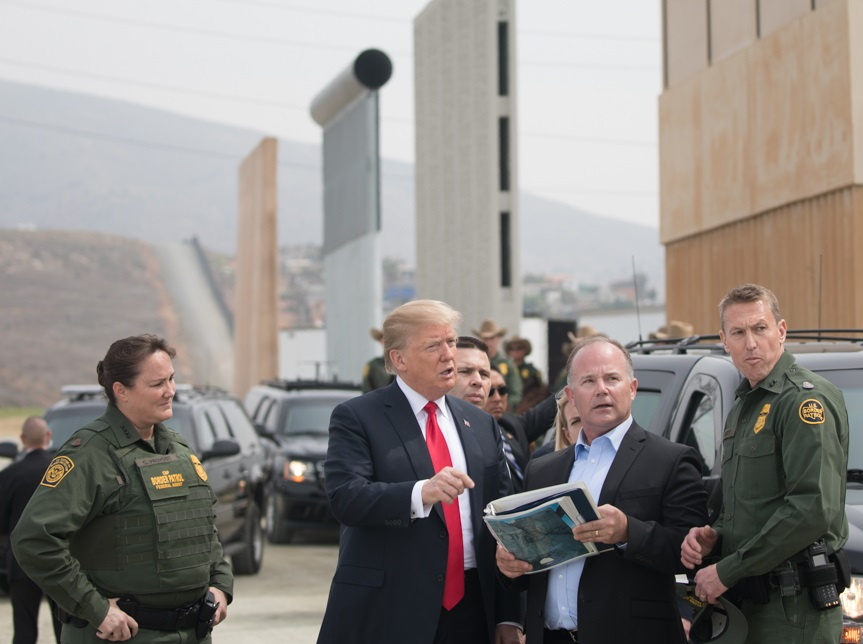
Trump inspecteert enkele prototypes voor zijn grensmuur in San Diego op 13 maart 2018.

De muur van Trump (Engels: Trump wall) is een informele naam voor een geplande versterking van de grens tussen Mexico en de Verenigde Staten tijdens het presidentschap van Donald Trump.

## Omschrijving
Gedurende zijn campagne voor de presidentsverkiezingen van 2016 pleitte Trump voor de bouw van een grensmuur als maatregel tegen de illegale migratie vanuit Zuid-Amerika naar de Verenigde Staten. Hij maakte zich sterk dat, als hij zou worden verkozen, hij de muur zou bouwen en Mexico ervoor zou betalen. De Mexicaanse president Enrique Peña Nieto verklaarde hierbij dat zijn land niet zou betalen voor deze muur.  
Enkele dagen na zijn eedaflegging ondertekende president Trump op 25 januari 2017 executive order 13767, het presidentieel besluit waarmee hij de Amerikaanse overheid formeel de opdracht gaf om prototypes voor de grensmuur te ontwikkelen met behulp van federale financiering. Dit betekende echter nog niet dat men zou overgaan tot de eigenlijke bouw van de muur vanwege de aanzienlijke kosten die deze muur met zich meebrengt en het gebrek aan duidelijkheid over de manier waarop de muur zou worden gefinancierd. De Amerikaanse federale overheid ging tussen 22 december 2018 en 25 januari 2019 zelfs in shutdown, nadat het Amerikaans Congres geen 5,7 miljard dollar wilde vrijmaken voor de financiering van de muur, onder meer vanwege de felle tegenstand van de Democraten. Deze shutdown duurde 35 dagen en was de langste in de Amerikaanse geschiedenis.
Op 15 februari 2019 kondigde Trump daarop een noodtoestand af. Hij stelde dat de situatie aan de Mexicaans-Amerikaanse grens een nationale crisis was geworden en daardoor meer middelen naar het muurproject dienden te gaan. Het Congres nam vervolgens een resolutie aan om de noodtoestand ongedaan te maken. Tegen deze beslissing stelde Trump zijn veto. Het was de eerste maal in zijn presidentschap dat Trump van zijn vetorecht gebruikmaakte.
Tegen november 2020 was ongeveer 600 kilometer aan grensbarrières gebouwd, waarvan ongeveer twintig kilometer aan nieuw hekwerk. De rest is vervanging van verouderde of slecht onderhouden bestaande barrières.

## Economische effecten
Volgens een studie uit 2020 zijn de potentiële welvaartsvoordelen van de bouw van de door Trump voorgestelde grensmuur (als de illegale immigratie massaal afneemt, met mogelijke loonsverhogingen voor lokale Amerikaanse laaggeschoolde arbeiders) aanzienlijk kleiner dan de kosten van de bouw van de muur.